# 2021年太平洋颱風季
| 太平洋颱風季             |
| 主題頁 - 專題 - 編輯指南 |

2021年太平洋颱風季，泛指於2021年全年內的任何時間，於赤道以北及國際換日線以西的太平洋水域，以及南中國海所產生的熱帶氣旋。雖然沒有指定的形成時間，但大部份於西北太平洋的熱帶氣旋通常皆會於5月至12月期間形成。
本條目的範圍僅局限於赤道以北及國際換日線以西的太平洋及南海水域的颱風。於赤道以北及國際換日線以東的太平洋水域產生的風暴則被稱為颶風，並被列入2021年太平洋颶風季。於西北太平洋產生的熱帶風暴是由日本氣象廳所命名（即國際名稱），國際編號為21xx，而美國聯合颱風警報中心則將於此地區的熱帶低氣壓之編號以W字母作結。凡進入或產生於菲律賓風暴責任範圍以內的熱帶低氣壓，菲律賓大氣地球物理和天文服務管理局均會給予當地名稱，作當地警報用途，因此可能會有兩個不同的英文名稱（官方以國際名稱為準）；风暴的中文名字现时由中国气象局、香港天文台、澳門地球物理氣象局和交通部中央氣象署协商确定，2020年代前中國大陸、香港澳門與臺灣採用的中文譯名可能不同。以下各熱帶氣旋資訊以熱帶氣旋存在期間的巔峰形態為準。更多關於西太平洋的颱風，請參見太平洋颱風季。

## 風季預測

### 海南
根據海南省氣象局的預測，2021年汛期影響海南島的熱帶氣旋活動較活躍，影響和登陸個數可能會較接近或多於常年。

### 深圳
深圳市氣象台預計，深圳在2021年受颱風影響時間偏早，且在全球暖化和拉尼娜背景下，強颱風嚴重影響的風險較高。預計2021年將會有5-8個颱風進入深圳500公里防禦圈。

### 香港
香港天文台預計今年6月或之前踏入風季，全年或有5至8個熱帶氣旋進入香港500公里範圍，屬正常至偏多。受全球暖化影響，天文台料今年全年平均氣溫較正常高，很可能成為有紀錄以來最溫暖的10個年份之一。

### 澳門
澳門地球物理暨氣象局預測約有5至8個熱帶氣旋影響澳門，數量正常至偏多，其中可能有強颱風或以上級別，預料風季將在六月上旬或之前開始，約於十月中旬結束。

### 臺灣
交通部中央氣象局在6月29日公布颱風季展望，預估今年6至12月颱風生成數為颱風生成數為偏少到正常，侵台颱風數在正常範圍內約3到4個。

## 風季概述
1月20日，一個熱帶低氣壓正在形成，但僅持續數小時。2月16日，一個熱帶低氣壓形成，並命名為杜鵑，影響菲律賓、帛琉。踏入四月，西北太平洋罕見地形成一個颱風並被命名為舒力基，舒力基迅速發展並成為21世紀氣壓第三低的熱帶氣旋。七月，颱風煙花與颱風查帕卡雙颱共舞，查帕卡於近岸爆發；而煙花則間接導致2021年7月河南水災。九月，颱風燦都生成，燦都曾多次獲得薩菲爾-辛普森颶風風力等級五級的評價；而颱風蒲公英則被台風迷稱為「顏值型台風」。十月，獅子山、圓規、南川三颱共舞，獅子山與圓規先后吹襲華南沿岸；南川則於遠洋「死而復生」並爆發至台風級別。進入冬季，2021的冬季較往年形成的氣旋較少，不過被命名的氣旋全部發展至超級颱風，十分罕見，超強颱風妮亞圖於高緯度地區爆發至薩菲爾-辛普森颶風風力等級四級；超強颱風雷伊則先於菲律賓近海爆發並以巔峰強度登陸菲律賓中部，在橫過菲律賓進入南海后，再於南海中部再次爆發，成為第二個在南海達到薩菲爾-辛普森颶風風力等級五級的熱帶氣旋。

## 已被國際命名的熱帶氣旋

### 熱帶風暴杜鵑（Dujuan）
PAGASA：Auring
2月13日，一個熱帶擾動在歐里皮克環礁西南方海域生成，美國海軍研究實驗室給予擾動編號91W。
2月15日下午2時，聯合颱風警報中心將其評級提升為「中」。
2月16日晚間8時，日本氣象廳將其升格為熱帶性低氣壓。晚間10時，聯合颱風警報中心將其評級提升為「高」，並對其發布熱帶氣旋形成警報。
2月17日上午8時，日本氣象廳對其發布烈風警報。同時，台灣中央氣象局將其升格為熱帶性低氣壓，給予編號TD01。下午2時，聯合颱風警報中心將其升格為熱帶低氣壓，給予熱帶氣旋編號01W。
2月18日上午8時，聯合颱風警報中心率先將其升格為熱帶風暴。上午11時，香港天文台和菲律賓大氣地球物理和天文管理局將其升格為熱帶低氣壓及熱帶風暴。 下午2時，日本氣象廳將其升格為熱帶風暴，給予國際編號2101，並命名「杜鵑」。同時，台灣中央氣象局和中國國家氣象中心將其升格為輕度颱風和熱帶風暴。晚間8時，香港天文台將其升格為熱帶風暴。
2月20日上午8時，聯合颱風警報中心將其降格為熱帶性低氣壓。
2月22日上午8時，日本氣象廳將其降格為熱帶性低氣壓。上午11時，菲律賓大氣地球物理和天文服務管理局表示杜鵑於巴塔島登陸。同時，聯合颱風警報中心對其發出最後警告。
2月23日上午8時，日本氣象廳在天氣圖上移除該系統。

### 颱風舒力基（Surigae）
PAGASA：Bising
4月9日，一個熱帶擾動在埃拉托環礁南方海域生成，美國海軍研究實驗室給予擾動編號94W。
4月11日晚上11時30分，聯合颱風警報中心將其評級提升為「中」。
4月12日下午2時，日本氣象廳將其升格為熱帶低氣壓。晚間7時30分，聯合颱風警報中心將其評級提升為「高」，並對其發布熱帶氣旋形成警報。
4月13日上午8時，日本氣象廳對其發布烈風警報。同時，台灣中央氣象局將其升格為熱帶性低氣壓，給予編號TD02。晚間8時，聯合颱風警報中心將其升格為熱帶性低氣壓，給予熱帶氣旋編號02W。同時，香港天文台將其升格為熱帶低氣壓。
4月14日凌晨2時，日本氣象廳將其升格為熱帶風暴，給予國際編號2102，並命名「舒力基」。同時，台灣中央氣象局將其升格為輕度颱風。上午8時，香港天文台將其升格為熱帶風暴。上午9時，聯合颱風警報中心將其升格為熱帶風暴。
4月15日上午8時，日本氣象廳將其升格為強烈熱帶風暴。同時，香港天文台將其升格為強烈熱帶風暴。
4月16日凌晨2時，聯合颱風警報中心率先將其升格為颱風。上午8時，日本氣象廳將其升格為颱風。同時，香港天文台亦將其升格為颱風；台灣中央氣象局將其升格為中度颱風。
4月17日凌晨2時，香港天文台將其升格為強颱風，其後在上午8時再升格為超強颱風。下午2時，台灣中央氣象局將其升格為強烈颱風。
4月20日下午2時，香港天文台將其降格為強颱風。晚間8時，台灣中央氣象局將其降格為中度颱風。
4月22日晚間8時，香港天文台將其降格為颱風。
4月23日下午2時，台灣中央氣象局將其降格為輕度颱風。下午5時，香港天文台將其降格為強烈熱帶風暴。晚間8時，日本氣象廳將其降格為強烈熱帶風暴；同時聯合颱風警報中心降格為熱帶風暴。
4月24日上午5時，聯合颱風警報中心判定舒力基轉化為副熱帶風暴。下午2時，日本氣象廳將其降格為熱帶風暴。同時，香港天文台將其降格為熱帶風暴。
4月25日上午5時，聯合颱風警報中心對其發出最後警告。上午8時，日本氣象廳表示舒力基轉化為溫帶氣旋。上午11時，香港天文台表示舒力基轉化為溫帶氣旋。
4月27日，舒力基轉化為溫帶氣旋后繼續向西北太平洋移動，並演變為爆發性氣旋，從26日晚間9時到到27日凌晨3時氣壓急降20hPa，低至945百帕斯卡。

#### 事後調整
聯合颱風警報中心在2022年8月5日發布的最佳路徑中，將其巔峰風速上調至170節（每小時315公里）。

### 熱帶風暴彩雲（Choi-wan）
PAGASA：Dante
5月26日，一個熱帶擾動在薩塔瓦爾環礁南方海域生成，美國海軍研究實驗室給予擾動編號99W。
5月29日下午2時，日本氣象廳將其升格為熱帶低氣壓。同時，聯合颱風警報中心將其評級提升為「中」。
5月30日凌晨2時，聯合颱風警報中心直接將其升格為熱帶低氣壓，給予熱帶氣旋編號04W。上午8時，日本氣象廳對其發布烈風警報。同時，台灣中央氣象局將其升格為熱帶性低氣壓，給予編號TD04。晚間8時，聯合颱風警報中心率先將其升格為熱帶風暴。
5月31日凌晨2時，香港天文台將其升格為熱帶低氣壓。上午8時，日本氣象廳將其升格為熱帶風暴，給予國際編號2103，並命名「彩雲」。同時，台灣中央氣象局將其升格為輕度颱風。上午11時，香港天文台將其升格為熱帶風暴。晚間8時，聯合颱風警報中心將其降格為熱帶性低氣壓。
6月1日晚上8時，彩雲於菲律賓東薩馬省蘇拉特登陸。
6月3日上午8時，聯合颱風警報中心再度將其升格為熱帶風暴。
6月4日下午2時，聯合颱風警報中心將其降格為熱帶性低氣壓。香港天文台和台灣中央氣象局亦分別在下午5時及晚上8時跟隨將其降格。
6月5日上午8時，聯合颱風警報中心三度將其升格為熱帶風暴。下午2時，日本氣象廳和香港天文台表示其已轉化為溫帶氣旋並併入滯留鋒。晚上11時，聯合颱風警報中心對其發出最後警告。
6月6日下午2時，日本氣象廳認為其已消散。

### 熱帶風暴小熊（Koguma）
6月10日，一個熱帶擾動在西沙群島東北方海域生成，美國海軍研究實驗室給予擾動編號92W。
6月11日下午2時，日本氣象廳將其升格為熱帶低氣壓，並對其發布烈風警報，台灣中央氣象局將其升格為熱帶性低氣壓，給予編號TD05、中國國家氣象中心、香港天文台亦跟隨將其升格；同時，聯合颱風警報中心將其評級提升為「中」。下午4時15分，香港天文台對其發出一號戒備信號。下午4時30分，澳門地球物理暨氣象局對其發出一號風球。晚上8時，聯合颱風警報中心將其評級提升為「高」，並對其發布熱帶氣旋形成警報。
6月12日上午8時，聯合颱風警報中心將其升格熱帶性低氣壓。下午2時，日本氣象廳將其升格為熱帶風暴，給予國際編號2104，並命名「小熊」。同時，台灣中央氣象局將其升格為輕度颱風。下午2時10分，香港天文台取消一號戒備信號。下午5時，香港天文台將其升格為熱帶風暴。下午6時，澳門地球物理暨氣象局取消所有熱帶氣旋警告信號，同時將其升格為熱帶風暴。晚上8時，聯合颱風警報中心將其升格為熱帶風暴。
6月13日凌晨2時，聯合颱風警報中心將其降格為熱帶性低氣壓。上午5時，聯合颱風警報中心對其發出最後警告。中國國家氣象中心表示小熊於上午7時45分前後在越南清化省沿海登陸。上午11時，香港天文台將其降格為熱帶性低氣壓。下午2時，日本氣象廳將其降格為熱帶低氣壓。同時，台灣中央氣象局亦跟隨將其降格。晚上8時，日本氣象廳在天氣圖上移除該系統。同時，香港天文台將其降格為低壓區。

### 颱風薔琵（Champi）
6月18日，一個熱帶擾動在波納佩島西南方海域生成，美國海軍研究實驗室給予擾動編號94W。晚上10時，聯合颱風警報中心將其評級提升為「中」。
6月20日晚上9時，聯合颱風警報中心將其評級提升為「高」，並對其發布熱帶氣旋形成警報。
6月21日凌晨2時，聯合颱風警報中心將其升格為熱帶性低氣壓，給予熱帶氣旋編號06W。上午8時，日本氣象廳將其升格為熱帶低氣壓。晚上8時，香港天文台將其升格為熱帶低氣壓。
6月22日上午8時，日本氣象廳對其發布烈風警報。同時，台灣中央氣象局將其升格為熱帶性低氣壓，給予編號TD06。下午2時，聯合颱風警報中心將其升格為熱帶風暴。
6月23日凌晨2時，聯合颱風警報中心將其降格為熱帶性低氣壓，並將先前兩報的強度改為30節（每小時55公里）。上午8時，日本氣象廳將其升格為熱帶風暴，給予國際編號2105，並命名「薔琵」。同時，台灣中央氣象局將其升格為輕度颱風，以及香港天文台也將其升格為熱帶風暴。
6月24日上午8時，日本氣象廳將其升格為強烈熱帶風暴。
6月25日凌晨2時，香港天文台將其升格為強烈熱帶風暴。下午2時，日本氣象廳及聯合颱風警報中心將其升格為颱風，同時，台灣中央氣象局將其升格為中度颱風。晩上8時，香港天文台將其升格為颱風。
6月26日下午2時，聯合颱風警報中心將其降格為熱帶風暴。晚間8時，日本氣象廳將其降格為強烈熱帶風暴。同時，台灣中央氣象局將其降格為輕度颱風。
6月27日上午8時，日本氣象廳及香港天文台將其降格為熱帶風暴。下午5時，聯合颱風警報中心對其發出最後警告。晚間8時，日本氣象廳表示薔琵已轉化為溫帶氣旋並併入滯留鋒。

### 颱風煙花（In-fa）
PAGASA：Fabian
7月14日，一個熱帶擾動在關島西北西方海域生成，美國海軍研究實驗室給予擾動編號98W。下午2時，聯合颱風警報中心將其評級提升為「中」。
7月16日上午4時30分，聯合颱風警報中心將其評級提升為「高」，並對其發布熱帶氣旋形成警報。上午11時，日本氣象廳將其升格為熱帶低氣壓。下午2時，聯合颱風警報中心將其升格為熱帶低氣壓，給予熱帶氣旋編號09W。晚間8時，日本氣象廳對其發布烈風警報。同時，台灣中央氣象局將其升格為熱帶性低氣壓，給予編號TD08。
7月17日上午2時，香港天文台及澳門地球物理暨氣象局將其升格為熱帶低氣壓。
7月18日凌晨2時，日本氣象廳將其升格為熱帶風暴，給予國際編號2106，並命名「烟花」。同時，中國國家氣象中心和香港天文台亦跟隨將其升格。同時台灣中央氣象局其升格為輕度颱風。上午11時，聯合颱風警報中心將其升格為熱帶風暴。
7月19日上午8時，日本氣象廳和香港天文台將其升格為強烈熱帶風暴。
7月20日下午2時，聯合颱風警報中心將其升格為颱風。晚上8時，日本氣象廳與香港天文台一同將其升格為颱風。同時，中央氣象局將其升格為中度颱風。
7月25日中午12时30分，烟花在浙江省舟山普陀沿海登陆，登陆时中心附近最大风力13级（38米/秒），中心最低气压为965百帕。
7月26日上午8時，香港天文台將烟花降格為強烈熱帶風暴；並於同日下午5時再將其降格，烟花成為熱帶風暴。
7月28日凌晨3時，日本氣象廳將其降格為熱帶低氣壓。
7月30日，香港天文台將其降格為低壓區。
7月31日，烟花在辽宁省登陆后消散。

### 颱風查帕卡（Cempaka）
7月16日，一個熱帶擾動在南海生成，美國海軍研究實驗室給予擾動編號99W。
7月17日上午8時，日本氣象廳將其升格為熱帶性低氣壓。下午2時，聯合颱風警報中心將其評級提升為「中」。
7月18日上午7時，聯合颱風警報中心將其評級提升為「高」，並對其發布熱帶氣旋形成警報。下午2時， 中國國家氣象中心及澳門地球物理暨氣象局將其升格為熱帶性低氣壓。下午4時55分，澳門地球物理暨氣象局對其發出一號風球。下午6時，中國國家氣象中心對其發出颱風藍色預警信號。晚上8時，台灣中央氣象局將其升格為熱帶性低氣壓，給予編號TD09。同時，聯合颱風警報中心將其升格為熱帶性低氣壓，給予熱帶氣旋編號10W。晚上9時，香港天文台將其升格為熱帶低氣壓，並於晚上9時40分對其發出一號戒備信號。
7月19日凌晨2時，聯合颱風警報中心率先將其升格為熱帶風暴。凌晨2時，日本氣象廳對其發布烈風警報。上午8時，日本氣象廳將其升格為熱帶風暴，給予國際編號2107，並命名「查帕卡」。同時台灣中央氣象局將其升格為輕度颱風，而香港天文台亦將其升格為熱帶風暴，下午5時，中國國家氣象中心率先將其升格為強烈熱帶風暴。晚上8時，香港天文台、澳門地球物理暨氣象局將其升格為強烈熱帶風暴，晚上11時，中國國家氣象中心率先將其升格為颱風。
7月20日凌晨1時，澳門地球物理暨氣象局將其升格為颱風。凌晨1時45分，香港天文台也將其升格為颱風。上午8時，日本氣象廳將其升格為強烈熱帶風暴。同時，中央氣象局將其升格為中度颱風。同日下午8時，香港天文台將其降格為強烈熱帶風暴。
7月21日凌晨2時，聯合颱風警報中心將其降格為熱帶風暴。上午5時，香港天文台也跟隨將其降格；並於6小時後再將其降格為熱帶性低氣壓。
7月22日上午8時，日本氣象廳將其降格為熱帶低氣壓。
7月24日晚上11時，香港天文台將其降格為低壓區。
7月26日下午2時，日本氣象廳認定其已消散。

#### 事後調整
日本氣象廳在11月1日發布的最佳路徑中，將其巔峰上調至70節(每小時130公里)，氣壓下調至980百帕。

### 熱帶風暴尼伯特（Nepartak）
7月22日，一個熱帶擾動在帕哈羅斯岩島北方海域生成，美國海軍研究實驗室給予擾動編號90W。
7月23日上午6時，聯合颱風警報中心將其評級提升為「高」，對其發布熱帶氣旋形成警報，並將其判定為副熱帶氣旋。上午8時，日本氣象廳將其升格為熱帶低氣壓，並對其發布烈風警報。同時，台灣中央氣象局將其升格為熱帶性低氣壓，給予編號TD10。晚間8時，日本氣象廳將其升格為熱帶風暴，給予國際編號2108，並命名「尼伯特」。同時，台灣中央氣象局將其升格為輕度颱風。
7月28日上午5時，日本氣象廳判定尼伯特宮城縣石卷市登陸。下午2時，日本氣象廳表示尼伯特已轉化為溫帶氣旋。

#### 事後調整
聯合颱風警報中心在2022年8月5日發布的最佳路徑中，將其巔峰風速下調至40節（每小時75公里）。

### 熱帶風暴盧碧（Lupit）
PAGASA：Huaning
8月2日，一個熱帶擾動在北部灣生成，美國海軍研究實驗室給予擾動編號90W。下午2時，日本氣象廳將其升格為熱帶低氣壓。晚上7時，聯合颱風警報中心在對其評級為「低」。晚上9時，聯合颱風警報中心將其評級直接提升為「高」，並對其發布熱帶氣旋形成警報。
8月3日凌晨2時，聯合颱風警報中心將其升格為熱帶低氣壓。晚上8時，聯合颱風警報中心將其升格為熱帶風暴。
8月4日凌晨2時，日本氣象廳將其升格為熱帶風暴，給予國際編號2109，並命名為「盧碧」。
8月5日上午11時20分，中國國家氣象中心宣佈盧碧在廣東省汕頭市南澳县登陸。下午4時50分，中國國家氣象中心宣佈盧碧在福建省漳州市東山縣再次登陸。
8月8日晚間8時44分，日本氣象廳判定其於九州鹿兒島縣枕崎市登陸。
8月9日上午5時39分，日本氣象廳判定其於中國地方廣島縣吳市再次登陸。上午8時，日本氣象廳表示盧碧已轉化為溫帶氣旋。
8月16日上午8時，日本氣象廳認為其已併入囚錮鋒。

#### 事後調整
聯合颱風警報中心在2022年8月5日發布的最佳路徑中，將其巔峰風速下調至45節（每小時85公里）。

### 強烈熱帶風暴銀河（Mirinae）
PAGASA：Gorio
7月31日，一個熱帶擾動在臺灣東方近海生成，美國海軍研究實驗室給予擾動編號97W。
8月2日上午6時，日本氣象廳將其升格為熱帶低氣壓。
8月4日凌晨2時，台灣中央氣象局將其升格為熱帶性低氣壓，給予編號TD12。下午4時，聯合颱風警報中心將其升格為熱帶性低氣壓，給予熱帶氣旋編號14W。
8月5日下午2時，日本氣象廳將其升格為熱帶風暴，給予國際編號2110，並命名「銀河」。同時，台灣中央氣象局和香港天文台分別將其升格為輕度颱風和熱帶低氣壓。
8月6日中午12時，銀河吞併了熱帶低氣壓12W。
8月10日上午8時，日本氣象廳表示銀河已轉化為溫帶氣旋。
8月14日晚上8時，日本氣象廳在天氣圖上移除該系統。

#### 事後調整
日本氣象廳在11月10日發布的最佳路徑中，將銀河的巔峰上調至50節（每小時95公里）。
聯合颱風警報中心在2022年8月5日發布的最佳路徑中，將其巔峰風速上調至55節（每小時100公里）。

### 強烈熱帶風暴妮妲（Nida）
8月1日，一個熱帶擾動在關島西北方近海生成，美國海軍研究實驗室給予擾動編號99W。
8月3日中午12時，日本氣象廳將其升格為熱帶低氣壓。晚間8時，聯合颱風警報中心將其升格為熱帶性低氣壓，給予熱帶氣旋編號15W。
8月4日晚上8時，香港天文台將其升格為熱帶低氣壓。
8月5日上午9時，聯合颱風警報中心將其升格為熱帶風暴。下午2時，日本氣象廳將其升格為熱帶風暴，給予國際編號2111，並命名「妮妲」。同時台灣中央氣象局和香港天文台將其升格為輕度颱風和熱帶風暴。
8月7日凌晨2時，日本氣象廳將其升格為強烈熱帶風暴。
8月8日上午8時，日本氣象廳表示妮妲已轉化為溫帶氣旋。
8月10日上午8時，日本氣象廳在天氣圖上移除該系統。

#### 事後調整
日本氣象廳在11月10日發布的最佳路徑中，將妮妲巔峰上調至55節（每小時100公里）。

### 熱帶風暴奧麥斯（Omais）
PAGASA：Isang
8月6日，一個熱帶擾動在夏威夷南南西方海域生成，中太平洋颶風中心給予擾動編號91C。
8月9日晚上8時，由於北面深厚的副熱帶高壓脊引導下，該低壓區西移越過國際換日線，進入西北太平洋，改由日本氣象廳負責發報。
8月10日上午9時30分，聯合颱風警報中心將其評級提升為「高」，並對其發布熱帶氣旋形成警報。下午2時，日本氣象廳將其升格為熱帶低氣壓。因應深層對流鞏固低層環流中心，晚上8時，聯合颱風警報中心將其升格為熱帶性低氣壓，給予熱帶氣旋編號16W。
先前馬登－朱利安振盪令大氣不穩定性增加，多個熱帶氣旋先後形成；隨後馬登－朱利安振盪進入下一階段，下沉氣流抑制西太平洋的對流活動。西南季風缺席、乾空氣入侵，而且西南方向的垂直風切變把該系統的對流向東切離，引致低層環流中心暴露，多項不利因素使該系統只能依靠攝氏28度或以上的海水溫度掙扎求存。
8月13日上午8時，聯合颱風警報中心率先將其升格為熱帶風暴。下午2時，台灣中央氣象局將其升格為熱帶性低氣壓，給予編號TD14。
8月14日凌晨2時，聯合颱風警報中心將其降格為熱帶性低氣壓，並於下午2時再度將其升格為熱帶風暴。
8月15日上午8時，聯合颱風警報中心再度將其降格為熱帶性低氣壓。同時，日本氣象廳對其發布烈風警報。
8月16日上午8時，日本氣象廳取消對其發布烈風警報。下午2時，日本氣象廳在天氣圖上移除該系統。
8月17日上午8時，日本氣象廳將其復編為熱帶性低氣壓。下午5時，聯合颱風警報中心對其發出最後警告，並將其殘留雲系評級為「中」。
8月18日上午8時，台灣中央氣象局將其降格為低壓區。
8月19日凌晨3時30分，聯合颱風警報中心重新將其評級提升為「高」，並對其發布熱帶氣旋形成警報。晚上8時，聯合颱風警報中心重新將其升格為熱帶性低氣壓。
8月20日上午8時，台灣中央氣象局重新將其升格為熱帶性低氣壓。下午2時，日本氣象廳再度對其發布烈風警報。下午5時，香港天文台將其升格為熱帶低氣壓。晚間8時，日本氣象廳將其升格為熱帶風暴，給予國際編號2112，並命名「奧麥斯」。同時，台灣中央氣象局將其升格為輕度颱風、香港天文台將其升格為熱帶風暴。
8月21日凌晨2時，聯合颱風警報中心重新將其升格為熱帶風暴。
8月22日凌晨2時，日本氣象廳將其升格為強烈熱帶風暴。下午2時，日本氣象廳將其降格為熱帶風暴。
8月23日上午8時，聯合颱風警報中心將其降格為熱帶性低氣壓。上午11時，香港天文台將其降格為熱帶低氣壓。下午2時，台灣中央氣象局將其降格為熱帶性低氣壓。下午5時，聯合颱風警報中心對其發出最後警告。晚間11時50分左右，韓國氣象廳表示奧麥斯於慶尚南道固城郡附近海岸登陸。
8月24日上午8時，日本氣象廳表示奧麥斯已轉化為溫帶氣旋。
9月1日凌晨2時，日本氣象廳認為其已併入低壓區。

#### 事後調整
日本氣象廳在2021年12月1日發布的最佳路徑中，將其風速下調至45節（每小時85公里），認為其失去強烈熱帶風暴強度。
聯合颱風警報中心在2022年8月5日發布的最佳路徑中，將其巔峰風速上調至55節（每小時100公里）。

### 強烈熱帶風暴康森（Conson）
PAGASA：Jolina
9月5日，一個熱帶擾動在菲律賓東方海域生成，美國海軍研究實驗室給予擾動編號95W。
9月6日凌晨2時，日本氣象廳將其升格為熱帶低氣壓。同時，聯合颱風警報中心將其評級提升為「中」。上午7時，聯合颱風警報中心將其評級提升為「高」，並對其發布熱帶氣旋形成警報。上午8時，聯合颱風警報中心將其升格為熱帶性低氣壓，給予熱帶氣旋編號18W。同時，澳門地球物理暨氣象局將其升格為熱帶低氣壓。上午11時，香港天文台將其升格為熱帶低氣壓。下午2時，日本氣象廳將其升格為熱帶風暴，給予國際編號2113，並命名「康森」。同時，聯合颱風警報中心、中國國家氣象中心、香港天文台及澳門地球物理暨氣象局將其升格為熱帶風暴；台灣中央氣象局將其升格為輕度颱風。晚上11時，日本氣象廳將其升格為強烈熱帶風暴。同時，菲律賓大氣地球物理和天文服務管理局表示康森首次登陸於東薩馬省埃爾納尼市。
9月7日上午5時，香港天文台將其升格為強烈熱帶風暴。上午8時，日本氣象廳將其降格為熱帶風暴。晚間8時，日本氣象廳將其再度升格為強烈熱帶風暴。
9月11日晚上8時，香港天文台將其降格為熱帶風暴。
9月12日凌晨2時，日本氣象廳將其降格為熱帶低氣壓。下午2時，香港天文台也跟隨降格。
9月13日凌晨2時，香港天文台將其降格為低壓區。上午5時，聯合颱風警報中心對其發出最後警告。
9月14日凌晨2時，日本氣象廳認為其已消散。

### 颱風璨樹（Chanthu）
PAGASA：Kiko
9月2日，一個熱帶擾動在楚克群島北北西方海域生成，美國海軍研究實驗室給予擾動編號94W。
9月6日凌晨2時，日本氣象廳將其升格為熱帶低氣壓。同時，聯合颱風警報中心將其評級提升為「中」。上午7時，聯合颱風警報中心將其評級提升為「高」，並對其發布熱帶氣旋形成警報。上午8時，台灣中央氣象局將其升格為熱帶性低氣壓，給予編號TD16。上午11時，香港天文台將其升格為熱帶低氣壓。下午2時，聯合颱風警報中心將其升格為熱帶性低氣壓，給予熱帶氣旋編號19W。晚上8時，日本氣象廳對其發布烈風警報。
9月7日凌晨2時，聯合颱風警報中心率先將其升格為熱帶風暴。同時，香港天文台將其升格為熱帶風暴。上午8時，日本氣象廳將其升格為熱帶風暴，給予國際編號2114，並命名「燦都」。同時，台灣中央氣象局將其升格為輕度颱風。下午2時，聯合颱風警報中心將其升格為颱風。下午5時，香港天文台將其升格為強烈熱帶風暴。晚上8時，日本氣象廳將其升格為強烈熱帶風暴。同時，香港天文台將其升格為颱風。晚上11時，日本氣象廳將其升格為颱風。
9月8日凌晨2時，香港天文台將其升格為強颱風。同時，台灣中央氣象局將其升格為中度颱風。上午8時，香港天文台將其升格為超強颱風，並將其中心風力最高風速一口氣上調至每小時240公里，可見其快速增強。晚上8時，台灣中央氣象局將其升格為強烈颱風。
9月10日上午5時30分，台灣中央氣象局對其發布海上颱風警報。下午5時30分，台灣中央氣象局對其發布陸上颱風警報。
9月12日晚上8時，香港天文台將其降格為強颱風。晚上8時30分，台灣中央氣象局對其解除陸上颱風警報。
9月13日上午2時30分，台灣中央氣象局對其解除海上颱風警報。下午2時，香港天文台將其降格為颱風。
9月14日下午2時，台灣中央氣象局將其降格為輕度颱風。晚上8時，香港天文台將其降格為強烈熱帶風暴。
9月16日下午2時，日本氣象廳再度將其升格為強烈熱帶風暴。
9月17日晚間6時56分，日本氣象廳宣布璨樹於福岡縣福津市附近登陸。晚上8時，香港天文台將其降格為熱帶風暴。 
9月18日凌晨0時22分於四國愛媛縣松山市再次登陸。上午6時24分於和歌山縣有田市第三度登陸。上午8時，香港天文台將其降格為熱帶低氣壓。上午11時，聯合颱風警報中心對其發出最後警告。下午2時，日本氣象廳表示燦都已轉化為溫帶氣旋。
9月20日下午2時，日本氣象廳認為其已消散。

### 熱帶風暴電母（Dianmu）
9月21日，一個熱帶擾動在菲律賓西方海域生成，美國海軍研究實驗室給予擾動編號90W。
9月22日下午5時，香港天文台將其升格為熱帶低氣壓。下午5時30分，聯合颱風警報中心將其評級提升為「中」。晚上8時，聯合颱風警報中心跳過發布熱帶氣旋形成警報，直接將其升格為熱帶性低氣壓，給予熱帶氣旋編號21W。
9月23日凌晨2時，日本氣象廳將其升格為熱帶低氣壓。上午8時，日本氣象廳對其發布烈風警報。同時，台灣中央氣象局將其升格為熱帶性低氣壓，給予編號TD19。下午2時，日本氣象廳將其升格為熱帶風暴，給予國際編號2115，並命名「電母」。同時，聯合颱風警報中心將其升格為熱帶風暴；台灣中央氣象局將其升格為輕度颱風。下午5時，香港天文台將其升格為熱帶風暴。
9月24日凌晨2時，聯合颱風警報中心將其降格為熱帶性低氣壓。清晨，越南中央水文氣象預報中心表示電母於廣南省沿海登陸。上午8時，台灣中央氣象局及香港天文台亦跟隨將其降格。下午2時，日本氣象廳將其降格為熱帶低氣壓。下午8時，香港天文台將其降格為低壓區。晚上11時，聯合颱風警報中心對其發出最後警告。
9月25日晚上8時，日本氣象廳在天氣圖上移除該系統。

### 颱風蒲公英（Mindulle）
9月21日，一個熱帶擾動在霍爾群島東北方海域生成，美國海軍研究實驗室給予擾動編號99W。下午2時，聯合颱風警報中心將其評級提升為「中」。晚上8時30分，聯合颱風警報中心將其評級提升為「高」，並對其發布熱帶氣旋形成警報。
9月22日上午8時，日本氣象廳將其升格為熱帶低氣壓。下午2時，台灣中央氣象局將其升格為熱帶性低氣壓，給予編號TD18。晚上8時，聯合颱風警報中心將其升格為熱帶性低氣壓，給予熱帶氣旋編號20W。
9月23日上午5時，香港天文台將其升格為熱帶低氣壓。下午2時，聯合颱風警報中心率先將其升格為熱帶風暴。同時，日本氣象廳對其發布烈風警報。晚上8時，日本氣象廳將其升格為熱帶風暴，給予國際編號2116，並命名「蒲公英」。同時，台灣中央氣象局將其升格為輕度颱風；香港天文台將其升格為熱帶風暴。
9月24日下午5時，香港天文台將其升格為強烈熱帶風暴。晚間8時，日本氣象廳將其升格為強烈熱帶風暴。
9月25日上午8時，日本氣象廳、聯合颱風警報中心及香港天文台將其升格為颱風。同時，台灣中央氣象局將其升格為中度颱風。晚間8時，香港天文台將其升格為強颱風。
9月26日凌晨2時，香港天文台將其升格為超強颱風，上午8時，台灣中央氣象局將其升格為強烈颱風。
9月27日下午2時，台灣中央氣象局將其降格為中度颱風。
9月28日凌晨2時，香港天文台將其降格為強颱風。
9月29日上午8時，台灣中央氣象局再度將其升格為強烈颱風。
9月30日凌晨2時，台灣中央氣象局再度將其降格為中度颱風。
10月2日上午5時，聯合颱風警報中心對其發出最後警告。上午8時，日本氣象廳及台灣中央氣象局表示蒲公英已轉化為溫帶氣旋。
10月8日上午8時，日本氣象廳在天氣圖上移除該系統。

#### 事後調整
聯合颱風警報中心在2022年8月5日發布的最佳路徑中，將其巔峰風速下調至140節（每小時260公里）。

### 熱帶風暴獅子山（Lionrock）
PAGASA：Lannie
10月2日，一個熱帶擾動在帛琉北方海域生成，美國海軍研究實驗室給予擾動編號92W。
10月3日凌晨2時，聯合颱風警報中心將其評級提升為「中」。上午6時30分，聯合颱風警報中心將其評級提升為「高」，並對其發布熱帶氣旋形成警報。
10月4日凌晨2時，菲律賓大氣地球物理和天文服務管理局率先將其升格為熱帶低氣壓。上午6時30分，聯合颱風警報中心取消發布熱帶氣旋形成警報，並將其評級降為「中」。晚間10時30分，聯合颱風警報中心再度將其評級提升為「高」，並對其發布熱帶氣旋形成警報。
10月5日下午2時，日本氣象廳將其升格為熱帶低氣壓。
10月6日上午8時，中國國家氣象中心及澳門地球物理暨氣象局將其升格為熱帶低氣壓。
10月7日上午8時，日本氣象廳對其發布烈風警報。同時，台灣中央氣象局將其升格為熱帶性低氣壓，給予編號TD20。下午2時，聯合颱風警報中心將其升格為熱帶性低氣壓，給予熱帶氣旋編號22W。同時，香港天文台將其升格為熱帶低氣壓。晚上7時，澳門地球物理暨氣象局發出一號風球。
10月8日凌晨2時，日本氣象廳將其升格為熱帶風暴，給予國際編號2117，並命名「獅子山」。同時，台灣中央氣象局將其升格為輕度颱風。凌晨4時，澳門地球物理暨氣象局將其升格為熱帶風暴並發出三號風球。凌晨4時40分，香港天文台對其發出三號強風信號。上午5時，香港天文台將其升格為熱帶風暴。上午8時，聯合颱風警報中心將其升格為熱帶風暴。晚上10時50分左右，中國國家氣象中心表示獅子山於海南省瓊海市登陸。
10月9日清晨6時，澳門地球物理暨氣象局發出八號東南風球，而香港天文台亦於40分鐘後改發八號東南烈風或暴風信號。
10月10日下午2時，日本氣象廳將其降格為熱帶低氣壓。同時，香港天文台將其降格為熱帶低氣壓。台灣中央氣象局也將其降格為熱帶性低氣壓。
10月11日凌晨2時，香港天文台將其降格為低壓區。

#### 事後調整
聯合颱風警報中心在2022年8月5日發布的最佳路徑中，將其巔峰風速上調至45節（每小時85公里）。

### 強烈熱帶風暴圓規（Kompasu）
PAGASA：Maring
10月3日，一個熱帶擾動在菲律賓東方海域生成，美國海軍研究實驗室給予擾動編號93W。
10月7日上午8時，日本氣象廳將其升格為熱帶低氣壓，晚上8時，日本氣象廳對其發布烈風警報。同時，台灣中央氣象局將其升格為熱帶性低氣壓，給予編號TD21。
10月8日下午2時，日本氣象廳將其升格為熱帶風暴，給予國際編號2118，並命名「圓規」，且表示熱帶性低氣壓94W已併入圓規的環流中。同時，台灣中央氣象局將其升格為輕度颱風；聯合颱風警報中心將其評級提升為「中」；香港天文台將其升格為熱帶低氣壓。晚間11時30分，聯合颱風警報中心將其評級提升為「高」，並對其發布熱帶氣旋形成警報。
10月9日上午2時，香港天文台將其升格為熱帶風暴。晚間11時，聯合颱風警報中心將93W降評「中」
10月10日下午2時，聯合颱風警報中心將93W撤編，認為其已經被94W併吞，並同時將94W升格為熱帶風暴，給予熱帶氣旋編號24W。
10月11日上午8時，香港天文台和日本氣象廳都將其升格為強烈熱帶風暴。
10月13日上午5時，香港天文台和中央氣象台將其升格為颱風。上午7時，澳門氣象局跟隨升格。下午5時，香港天文台將其降格為強烈熱帶風暴。晚上11時，香港天文台將其降格為熱帶風暴。
10月14日凌晨2時，日本氣象廳將其降格為熱帶風暴。下午3時，聯合颱風警報中心將其降格為熱帶性低氣壓。下午2時，香港天文台將其降格為熱帶低氣壓。晚間8時，日本氣象廳將其降格為熱帶低氣壓。晚間11時，香港天文台將其降格為低壓區。

#### 事後調整
聯合颱風警報中心在2022年8月5日發布的最佳路徑中，將其巔峰風速上調至60節（每小時110公里）。

### 強烈熱帶風暴南川（Namtheun）
10月8日，一個熱帶擾動在威克島南方海域生成，美國海軍研究實驗室給予擾動編號95W。上午9時，聯合颱風警報中心將其評級提升為「中」。
10月9日下午2時，日本氣象廳將其升格為熱帶低氣壓。晚間8時，日本氣象廳對其發布烈風警報。同時，台灣中央氣象局將其升格為熱帶性低氣壓，給予編號TD22。晚間10時，聯合颱風警報中心將其評級提升為「高」，並對其發布熱帶氣旋形成警報。
10月10日上午8時，聯合颱風警報中心將其升格為熱帶性低氣壓，給予熱帶氣旋編號23W。同時，日本氣象廳將其升格為熱帶風暴，給予國際編號2119，並命名「南川」；台灣中央氣象局將其升格為輕度颱風。下午3時，聯合颱風警報中心將其升格為熱帶風暴。
10月13日上午9時，聯合颱風警報中心將其降格為熱帶性低氣壓。晚間9時，聯合颱風警報中心再度將其升格為熱帶風暴。
10月16日下午2時，日本氣象廳將其升格為強烈熱帶風暴。
下午4時，聯合颱風警報中心將其升格為颱風。晚間8時，日本氣象廳將其降格為熱帶風暴。晚間9時，聯合颱風警報中心將其降格為熱帶風暴。
10月17日上午8時，日本氣象廳表示南川轉化為溫帶氣旋。
10月20日上午8時，日本氣象廳在天氣圖上移除該系統。

#### 事後調整
聯合颱風警報中心在2022年8月5日發布的最佳路徑中，將其巔峰風速下調至55節（每小時100公里），認為其失去颱風強度。

### 颱風瑪瑙（Malou）
10月20日，一個熱帶擾動在烏傑朗環礁附近海域生成，美國海軍研究實驗室給予擾動編號98W。
10月21日凌晨3時，聯合颱風警報中心將其評級為「低」。下午2時，聯合颱風警報中心取消其評級。
10月23日凌晨2時，聯合颱風警報中心再次將其評級為「低」。下午2時，聯合颱風警報中心將其評級提升為「中」。晚上8時，日本氣象廳將其升格為熱帶低氣壓，並對其發布烈風警報。同時，台灣中央氣象局將其升格為熱帶性低氣壓，給予編號TD23。
10月24日上午5時30分，聯合颱風警報中心將其評級提升為「高」，並對其發布熱帶氣旋形成警報。上午8時，聯合颱風警報中心將其升格為熱帶性低氣壓，給予熱帶氣旋編號25W。同時，香港天文台將其升格為熱帶低氣壓。
10月25日上午8時，日本氣象廳將其升格為熱帶風暴，給予國際編號2120，並命名「瑪瑙」。同時，聯合颱風警報中心及香港天文台將其升格為熱帶風暴；台灣中央氣象局將其升格為輕度颱風。
10月26日下午2時，中國國家氣象中心率先將其升格為強烈熱帶風暴。晚間8時，日本氣象廳及香港天文台將其升格為強烈熱帶風暴。
10月27日上午8時，聯合颱風警報中心將其升格為颱風。晚間8時，香港天文台將其升格為颱風。
10月28日凌晨2時，日本氣象廳將其升格為颱風。同時，台灣中央氣象局將其升格為中度颱風；中國國家氣象中心將其升格為颱風。
10月29日下午2時，聯合颱風警報中心將其降格為熱帶風暴。下午5時，聯合颱風警報中心對其發出最後警告。晚間8時，日本氣象廳表示瑪瑙已轉化為溫帶氣旋，同時，台灣中央氣象局也表示瑪瑙已轉化為溫帶氣旋。
11月1日晚上8時，日本氣象廳在天氣圖上移除該系統。

### 颱風妮亞圖（Nyatoh）
11月26日，一個熱帶擾動在關島東南方海域生成，美國海軍研究實驗室給予擾動編號93W。
11月29日上午8時，日本氣象廳將其升格為熱帶低氣壓。晚間8時，聯合颱風警報中心將其升格為熱帶性低氣壓，給予熱帶氣旋編號27W。同時，日本氣象廳對其發布烈風警報；台灣中央氣象局將其升格為熱帶性低氣壓，給予編號TD24。
11月30日凌晨3時，聯合颱風警報中心將其升格為熱帶風暴。上午8時，日本氣象廳將其升格為熱帶風暴，給予國際編號2121，並命名「妮亞圖」。同時，台灣中央氣象局將其升格為輕度颱風；香港天文台將其升格為熱帶風暴。
12月1日上午8時，日本氣象廳將其升格為強烈熱帶風暴。同時，香港天文台將其升格為強烈熱帶風暴。晚間9時，聯合颱風警報中心將其升格為颱風。
12月2日凌晨2時，日本氣象廳將其升格為颱風。同時，香港天文台將其升格為颱風。上午8時，台灣中央氣象局將其升格為中度颱風。晚間8時，香港天文台將其升格為強颱風。
12月3日上午8時，香港天文台將其升格為超強颱風。晚上8時，香港天文台將其降格為強颱風。
12月4日凌晨2時，香港天文台將其降格為颱風。上午8時，台灣中央氣象局將其降格為輕度颱風；香港天文台將其降格為熱帶風暴。下午2時，日本氣象廳將其降格為熱帶低氣壓。晚上8時，日本氣象廳在天氣圖上移除該系統。

### 颱風雷伊（Rai）
PAGASA：Odette
12月10日，一個熱帶擾動在豪克島西南方海域生成，美國海軍研究實驗室給予擾動編號96W。
12月11日下午2時，聯合颱風警報中心將其評級提升為「中」。
12月12日上午8時，日本氣象廳將其升格為熱帶低氣壓並對其發布烈風警報。同時，台灣中央氣象局將其升格為熱帶性低氣壓，給予編號TD25。上午11時，聯合颱風警報中心將其評級提升為「高」，並對其發布熱帶氣旋形成警報。晚上8時，香港天文台將其升格為熱帶低氣壓。
12月13日上午8時，聯合颱風警報中心將其升格為熱帶性低氣壓，給予熱帶氣旋編號28W。下午2時，日本氣象廳將其升格為熱帶風暴，給予國際編號2122，並命名「雷伊」。同時，台灣中央氣象局將其升格為輕度颱風；香港天文台將其升格為熱帶風暴。晚上8時，聯合颱風警報中心將其升格為熱帶風暴。
12月14日上午8時，日本氣象廳、香港天文台及中國國家氣象中心將其升格為強烈熱帶風暴。
12月15日上午8時，日本氣象廳將其升格為颱風。同時，台灣中央氣象局將其升格為中度颱風；香港天文台將其升格為颱風。中午12時，聯合颱風警報中心將其升格為颱風。
12月16日凌晨2時，香港天文台將其升格為強颱風。上午8時，台灣中央氣象局將其升格為強烈颱風。同時，香港天文台將其升格為超強颱風。晚上8時，台灣中央氣象局將其降格為中度颱風。晚上11時，香港天文台將其降格為強颱風。
12月18日下午2時，香港天文台再度將其升格為超強颱風。晚間8時，台灣中央氣象局再度升格為強烈颱風。
12月19日下午2時，香港天文台將其降格為強颱風。同時，台灣中央氣象局將其降格為中度颱風。晚上11時，香港天文台將其降格為颱風。
12月20日上午8時，香港天文台將其降格為強烈熱帶風暴。晚上8時，日本氣象廳將其降格為熱帶低氣壓；同時，台灣中央氣象局將其降格為熱帶低氣壓。晚上9時，香港天文台將其降格為熱帶風暴。
12月21日上午5時，香港天文台將其降格為熱帶低氣壓，下午2時，香港天文台將其降格為低壓區。
12月22日下午2時，日本氣象廳認為其已消散。

#### 事後調整
聯合颱風警報中心在2022年8月5日發布的最佳路徑中，將其第一次巔峰風速上調至150節（每小時280公里）。

## 未被國際命名的熱帶氣旋

### 熱帶低氣壓
1月18日，一個熱帶擾動在菲律賓東南方海域生成，美國海軍研究實驗室給予擾動編號90W。晚上8時30分，聯合颱風警報中心將其評級提升為「中」。
1月20日凌晨2時，日本氣象廳將其升格為熱帶低氣壓。上午10時30分，聯合颱風警報中心取消其評級。晚上8時，日本氣象廳在天氣圖上移除該系統。
3月14日下午2時，日本氣象廳表示一個熱帶低氣壓在菲律賓庫約群島附近生成。
3月15日上午8時，日本氣象廳將其降格為低壓區。

### 熱帶低氣壓03W
PAGASA：Crising
5月9日，一個熱帶擾動在帛琉東南方海域生成，美國海軍研究實驗室給予擾動編號96W。
5月12日上午6時，聯合颱風警報中心將其評級提升為「低」。下午2時，聯合颱風警報中心將其評級提升為「中」。
5月13日凌晨1時，聯合颱風警報中心將其評級提升為「高」，並對其發布熱帶氣旋形成警報。上午6時，聯合颱風警報中心將其升格為熱帶性低氣壓，給予熱帶氣旋編號03W。同時，日本氣象廳將其升格為熱帶低氣壓。上午8時，日本氣象廳對其發布烈風警報。同時，台灣中央氣象局將其升格為熱帶性低氣壓，給予編號TD03。上午11時，香港天文台將其升格為熱帶低氣壓。中午12時，聯合颱風警報中心率先將其升格為熱帶風暴。晚間8時，聯合颱風警報中心將其降格為熱帶性低氣壓。
5月14日凌晨2時，日本氣象廳對其取消烈風警報。上午11時，香港天文台將其降格為低壓區。下午2時，日本氣象廳在天氣圖上移除該系統。
5月15日上午5時，聯合颱風警報中心對其發出最後警告。

### 熱帶低氣壓
5月27日，一個熱帶擾動在密克羅尼西亞南方海域生成，美國海軍研究實驗室給予擾動編號90W。
5月28日上午9時30分，聯合颱風警報中心將其評級提升為「中」。
5月29日下午1時30分，聯合颱風警報中心將其評級提升為「高」，並對其發布熱帶氣旋形成警報。
5月30日上午8時，日本氣象廳將其升格為熱帶低氣壓。
5月31日上午4時，聯合颱風警報中心取消對其發布熱帶氣旋形成警報，並取消其評級。
6月2日上午8時，日本氣象廳在天氣圖上移除該系統。
6月29日，一個熱帶擾動在帕哈羅斯岩島西南西方海域生成，美國海軍研究實驗室給予擾動編號95W。
6月30日凌晨2時，聯合颱風警報中心將其評級提升為「中」。上午8時，日本氣象廳將其升格為熱帶低氣壓。上午9時，聯合颱風警報中心將其評級提升為「高」，並對其發布熱帶氣旋形成警報。
7月1日上午8時，日本氣象廳在天氣圖上移除該系統。上午10時，聯合颱風警報中心取消對其發布熱帶氣旋形成警報，並取消其評級。

### 熱帶低氣壓07W
PAGASA：Emong
7月2日，一個熱帶擾動在帛琉北北東方海域生成，美國海軍研究實驗室給予擾動編號96W。
7月4日凌晨12時，聯合颱風警報中心將其評級提升為「中」。凌晨2時，日本氣象廳將其升格為熱帶低氣壓。凌晨3時30分，聯合颱風警報中心將其評級提升為「高」，並對其發布熱帶氣旋形成警報。上午8時，台灣中央氣象局將其升格為熱帶性低氣壓，給予編號TD07。晚間10時，台灣中央氣象局對其發布熱帶性低氣壓特報。
7月5日凌晨4時，聯合颱風警報中心將其升格為熱帶性低氣壓，給予熱帶氣旋編號07W。上午8時，香港天文台將其升格為熱帶低氣壓。下午6時，中國國家氣象中心對其發布颱風藍色預警信號。
7月6日上午11時，聯合颱風警報中心對其發出最後警告。下午2時，日本氣象廳在天氣圖上移除該系統。下午3時，香港天文台將其降格為低壓區，並取消對其作出一號戒備信號的報文，澳門氣象局則在下午5時降格為低壓區，以及取消為其作出一號風球的報文。

### 熱帶低氣壓08W
7月4日，一個熱帶擾動在錫布延海生成，美國海軍研究實驗室給予擾動編號97W。下午2時，聯合颱風警報中心將其評級提升為「中」。
7月5日下午5時，中國國家氣象中心及澳門地球物理暨氣象局率先將其升格為熱帶低氣壓。晚上8時，香港天文台將其升格為熱帶低氣壓。
7月6日凌晨2時，日本氣象廳將其升格為熱帶低氣壓。上午4時15分，香港天文台對其發出一號戒備信號，並同時指出為兩個熱帶氣旋作出警告。上午6時，中國國家氣象中心對其發布颱風藍色預警信號。上午6時30分，澳門地球物理暨氣象局對其發出一號風球，亦表示為兩個熱帶低氣壓生效。上午8時30分，聯合颱風警報中心將其評級提升為「高」，並對其發佈熱帶氣旋形成警報。
7月7日上午11時前後，中國國家氣象中心表示其於海南省陵水縣沿海登陸。下午2時10分，香港天文台取消對其發出一號戒備信號。下午5時，澳門地球物理暨氣象局取消對其發出一號風球。晚上8時，聯合颱風警報中心將其升格為熱帶性低氣壓，給予熱帶氣旋編號08W。
7月8日上午5時，聯合颱風警報中心對其發出最後警告。上午8時，香港天文台將其降格為低壓區。下午2時，日本氣象廳在天氣圖上移除該系統。

#### 事後調整
聯合颱風警報中心在2022年8月5日發布的最佳路徑中，將其巔峰風速上調至30節（每小時55公里）。

### 熱帶低氣壓
7月19日上午8時，日本氣象廳表示一個熱帶低氣壓在威克島西北方海域生成。
7月21日上午8時，日本氣象廳將其降格為低壓區。
7月28日上午8時，日本氣象廳表示一個熱帶低氣壓在南鳥島北北西方海域生成。
7月30日上午8時，日本氣象廳將其降格為低壓區。
7月28日，一個熱帶擾動在沖繩島嘉手納町以東生成，美國海軍研究實驗室給予擾動編號95W。
7月30日上午8時，日本氣象廳將其升格為熱帶低氣壓。
8月1日下午5時，日本氣象廳認為其已消散。
7月31日，一個熱帶擾動在日本南方生成，美國海軍研究實驗室給予擾動編號96W。
8月1日凌晨2時，日本氣象廳將其升格為熱帶低氣壓。
8月3日上午5時，日本氣象廳表示其於日本三重縣登陸。上午11時，日本氣象廳判定其已消散。
8月2日凌晨2時，日本氣象廳表示一個熱帶低氣壓在台灣北方海域生成。
8月3日晚上8時，日本氣象廳認為其已消散。

### 熱帶低氣壓12W
8月1日，一個熱帶擾動在關島東北方近海生成，美國海軍研究實驗室給予擾動編號98W。
8月2日上午8時，日本氣象廳將其升格為熱帶低氣壓。晚上8時，聯合颱風警報中心將其升格為熱帶性低氣壓，給予熱帶氣旋編號12W。
8月4日凌晨2時，日本氣象廳在天氣圖上移除該系統。晚間8時，日本氣象廳將其復編為熱帶低氣壓。
8月6日中午12時，日本氣象廳表示其已併入熱帶風暴銀河的環流之中。

#### 事後調整
聯合颱風警報中心在2022年8月5日發布的最佳路徑中，將其巔峰風速上調至35節（每小時65公里）。

### 熱帶低氣壓17W
9月1日，一個熱帶擾動在威克島西北方海域生成，美國海軍研究實驗室給予擾動編號93W。上午8時，日本氣象廳將其升格為熱帶低氣壓。下午2時，聯合颱風警報中心將其評級提升為「中」，並將其判定為副熱帶擾動。
9月2日上午4時，聯合颱風警報中心將其評級提升為「高」，並對其發布熱帶氣旋形成警報。上午8時，聯合颱風警報中心將其升格為熱帶性低氣壓，給予熱帶氣旋編號17W。下午2時，台灣中央氣象局將其升格為熱帶性低氣壓，給予編號TD15。
9月4日上午5時，聯合颱風警報中心對其發出最後警告。晚上8時，日本氣象廳認為其已併入滯留鋒。

#### 事後調整
聯合颱風警報中心在2022年8月5日發布的最佳路徑中，將其巔峰風速上調至35節（每小時65公里）。

### 熱帶低氣壓
9月7日上午8時，日本氣象廳表示一個熱帶低氣壓在海南島東方近海生成。
9月8日晚上8時，日本氣象廳在天氣圖上移除該系統。
9月27日，一個熱帶擾動在塞班島東北方海域生成，美國海軍研究實驗室給予擾動編號91W。晚間8時，日本氣象廳將其升格為熱帶低氣壓。
9月28日上午9時，聯合颱風警報中心將其評級提升為「中」。
9月30日下午2時，聯合颱風警報中心將其評級降為「低」。
10月1日下午2時，聯合颱風警報中心取消其評級。
10月3日凌晨2時，日本氣象廳在天氣圖上移除該系統。
PAGASA：Nando
10月7日，一個熱帶擾動在雅浦島北北西方海域生成，美國海軍研究實驗室給予擾動編號94W。下午2時，日本氣象廳將其升格為熱帶低氣壓。
10月8日下午2時，聯合颱風警報中心將其評級提升為「中」。同時，日本氣象廳表示其已併入強烈熱帶風暴圓規的環流之中。
10月9日凌晨3時30分，聯合颱風警報中心將其評級提升為「高」，並對其發布熱帶氣旋形成警報。
10月10日下午2時，聯合颱風警報中心將其升格熱帶風暴，並給予熱帶風暴編號24W。

### 熱帶低氣壓26W
10月22日，一個熱帶擾動在菲律賓東方海域生成，美國海軍研究實驗室給予擾動編號99W。
10月24日下午2時，日本氣象廳將其升格為熱帶低氣壓。同時，聯合颱風警報中心將其評級提升為「中」；香港天文台、中國國家氣象中心和澳門地球物理暨氣象局將其升格為熱帶低氣壓。
10月25日下午1時30分，聯合颱風警報中心將其評級提升為「高」，並對其發布熱帶氣旋形成警報。
10月26日下午2時，聯合颱風警報中心將其升格為熱帶性低氣壓，給予熱帶氣旋編號26W。
10月27日上午11時，聯合颱風警報中心對其發出最後警告。晚上8時，香港天文台將其降格為低壓區。
10月28日凌晨2時，日本氣象廳在天氣圖上移除該系統。

#### 事後調整
聯合颱風警報中心在2022年8月5日發布的最佳路徑中，將其巔峰風速上調至35節（每小時65公里）。

### 熱帶低氣壓29W
12月13日，一個熱帶擾動在南薇灘南南西方海域生成，美國海軍研究實驗室給予擾動編號97W。
12月14日上午8時，日本氣象廳將其升格為熱帶低氣壓。
12月16日凌晨2時30分，聯合颱風警報中心將其評級提升為「中」。
12月17日凌晨1時30分，聯合颱風警報中心將其評級提升為「高」，並對其發布熱帶氣旋形成警報。凌晨2時，聯合颱風警報中心將其升格為熱帶性低氣壓，給予熱帶氣旋編號29W。上午11時，聯合颱風警報中心對其發出最後警告。晚上8時，日本氣象廳在天氣圖上移除該系統。

#### 事後調整
聯合颱風警報中心在2022年8月5日發布的最佳路徑中，將其巔峰風速上調至30節（每小時55公里）。

## 熱帶氣旋名單

### 國際名稱
熱帶氣旋一旦在西太平洋達到熱帶風暴強度，就會由颱風委員會命名。用來命名的這些名稱是由14個成員國或地區各提供10個，然後以各國英語名稱的首字母排序。黑色體字表示今年已經使用過，粗體名稱則表示該風暴活躍中，未使用之名字則以灰色字體表示，橙色表示下一個將會使用的名稱。2021年的風暴名稱可能會與2003年、2004年、2009年、2010年、2015年及2016年的部分風暴名稱相同。
| 提供國家／地區 | 名稱   | 名稱   | 名稱   | 名稱        | 名稱   |
| -------------- | ------ | ------ | ------ | ----------- | ------ |
| 柬埔寨         | 達維   | 康妮   | 娜基莉 | 科羅旺      | 翠絲   |
| 中國大陸       | 海葵   | 銀杏   | 風神   | 杜鵑 2101   | 木蘭   |
| 朝鮮           | 鴻雁   | 桃芝   | 海鷗   | 舒力基 2102 | 米雷   |
| 香港           | 鴛鴦   | 萬宜   | 鳳凰   | 彩雲 2103   | 馬鞍   |
| 日本           | 小犬   | 天兔   | 天琴   | 小熊 2104   | 蠍虎   |
| 老撾           | 布拉萬 | 帕布   | 洛鞍   | 薔琵 2105   | 軒嵐諾 |
| 澳門           | 三巴   | 蝴蝶   | 西望洋 | 煙花 2106   | 梅花   |
| 馬來西亞       | 杰拉華 | 聖帕   | 鸚鵡   | 查帕卡 2107 | 莫柏   |
| 密克羅尼西亞   | 艾雲尼 | 木恩   | 森拉克 | 尼伯特 2108 | 南瑪都 |
| 菲律賓         | 馬力斯 | 丹娜絲 | 黑格比 | 盧碧 2109   | 塔拉斯 |
| 韓國           | 格美   | 百合   | 薔薇   | 銀河 2110   | 奧鹿   |
| 泰國           | 派比安 | 韋帕   | 米克拉 | 妮妲 2111   | 玫瑰   |
| 美國           | 瑪莉亞 | 范斯高 | 海高斯 | 奧麥斯 2112 | 洛克   |
| 越南           | 山神   | 竹節草 | 巴威   | 康森 2113   | 桑卡   |
| 柬埔寨         | 安比   | 羅莎   | 美莎克 | 燦都 2114   | 尼莎   |
| 中國大陸       | 悟空   | 白鹿   | 海神   | 電母 2115   | 海棠   |
| 朝鮮           | 雲雀   | 楊柳   | 紅霞   | 蒲公英 2116 | 尼格   |
| 香港           | 珊珊   | 玲玲   | 白海豚 | 狮子山 2117 | 榕樹   |
| 日本           | 摩羯   | 劍魚   | 鯨魚   | 圓規 2118   | 山貓   |
| 老撾           | 麗琵   | 藍湖   | 燦鴻   | 南川 2119   | 帕卡   |
| 澳門           | 貝碧嘉 | 琵琶   | 琵鷺   | 瑪瑙 2120   | 珊瑚   |
| 馬來西亞       | 普拉桑 | 塔巴   | 浪卡   | 妮亞圖 2121 | 瑪娃   |
| 密克羅尼西亞   | 蘇力   | 米娜   | 沙德爾 | 雷伊 2122   | 古超   |
| 菲律賓         | 西馬侖 | 樺加沙 | 紫檀   | 馬勒卡      | 泰利   |
| 韓國           | 飛燕   | 浣熊   | 簡拉維 | 鮎魚        | 杜蘇芮 |
| 泰國           | 山陀兒 | 博羅依 | 艾莎尼 | 暹芭        | 卡努   |
| 美國           | 百里嘉 | 麥德姆 | 艾濤   | 艾利        | 蘭恩   |
| 越南           | 潭美   | 夏浪   | 班朗   | 桑達        | 蘇拉   |

### 菲律賓名稱
菲律賓大氣地球物理和天文服務管理局對責任區域內的熱帶氣旋使用獨立的命名方法，所有在其責任海域形成，或是進入其責任海域，或是有可能進入其責任海域的熱帶低氣壓都會獲得名稱，命名名稱每4年完成一次輪換，只有退役的名稱會予以替換，並且還準備有輔助名單，以便在名稱全部用完時替補。以下列出2021年的風暴名單，未經啟用的名稱以灰色表示，括弧內則是風暴的國際名稱：
| Auring（杜鵑）   | Bising（舒力基） | Crising          | Dante（彩雲）   | Emong           |
| Fabian（烟花）   | Gorio（銀河）    | Huaning（盧碧）  | Isang（奧麥斯） | Jolina（康森）  |
| Kiko（璨樹）     | Lannie（狮子山） | Maring（圓規）   | Nando           | Odette（雷伊）  |
| Paolo（未用）    | Quedan（未用）   | Ramil（未用）    | Salome（未用）  | Tino（未用）    |
| Uwan（未用）     | Verbena（未用）  | Wilma（未用）    | Yasmin（未用）  | Zoraida（未用） |
| 替補名單         |                  |                  |                 |                 |
| Alamid（未用）   | Bruno（未用）    | Conching（未用） | Dolor（未用）   | Ernie（未用）   |
| Florante（未用） | Gerardo（未用）  | Hernan（未用）   | Isko（未用）    | Jerome（未用）  |

## 季節影響
此列表列出了所有在2021年西太平洋曾經活躍的熱帶氣旋。包括該熱帶氣旋的強度，持續時間，名稱，及造成的傷亡和破壞。所有破壞都以美元作為單位。括號中的是指間接導致的死亡（如交通意外，或滑坡等等）。
| 風暴名稱     | 持續日期           | 最高強度     | 持續風速      | 氣壓         | 影響地區                                                                                     | 損失 （美元） | 死亡人數 | 來源   |
| ------------ | ------------------ | ------------ | ------------- | ------------ | -------------------------------------------------------------------------------------------- | ------------- | -------- | ------ |
| 無名         | 1月20日－1月20日   | 熱帶低氣壓   | 每小時45公里  | 1008百帕斯卡 | 菲律賓                                                                                       | $1320萬       | 3        |        |
| 杜鵑         | 2月16日－2月23日   | 熱帶風暴     | 每小時75公里  | 996百帕斯卡  | 帛琉、菲律賓                                                                                 | $329萬        | 1        | [ 21 ] |
| 無名         | 3月14日－3月15日   | 熱帶低氣壓   | 每小時45公里  | 1006百帕斯卡 | 菲律賓                                                                                       | 無            | 0        |        |
| 舒力基       | 4月12日－4月25日   | 猛烈颱風     | 每小時220公里 | 895百帕斯卡  | 加羅林群島、帛琉、菲律賓、日本（琉球群島、小笠原群島）、俄羅斯（遠東聯邦管區）               | $1050萬       | 10       |        |
| 03W          | 5月13日－5月14日   | 熱帶低氣壓   | 每小時55公里  | 1004百帕斯卡 | 菲律賓                                                                                       | $48.6萬       | 0        |        |
| 彩雲         | 5月29日－6月5日    | 熱帶風暴     | 每小時75公里  | 998百帕斯卡  | 帛琉、菲律賓、臺灣、中國大陸、日本（沖繩群島）                                               | $639萬        | 11       |        |
| 無名         | 5月30日－6月2日    | 熱帶低氣壓   | 每小時45公里  | 1006百帕斯卡 | 無                                                                                           | 無            | 0        |        |
| 小熊         | 6月11日－6月13日   | 熱帶風暴     | 每小時65公里  | 996百帕斯卡  | 中國大陸（海南、廣東、廣西）、香港、澳門、越南                                               | $987萬        | 1        |        |
| 薔琵         | 6月21日－6月27日   | 颱風         | 每小時120公里 | 980百帕斯卡  | 馬里亞納群島、日本（小笠原群島）                                                             | 無            | 0        |        |
| 無名         | 6月30日－7月1日    | 熱帶低氣壓   | 每小時45公里  | 1010百帕斯卡 | 無                                                                                           | 無            | 0        |        |
| 07W          | 7月4日－7月6日     | 熱帶低氣壓   | 每小時55公里  | 1004百帕斯卡 | 菲律賓、臺灣、中國大陸（福建、廣東）                                                         | 無            | 0        |        |
| 08W          | 7月6日－7月8日     | 熱帶低氣壓   | 每小時55公里  | 1000百帕斯卡 | 中國大陸（海南、廣西）、香港、澳門、越南                                                     | 無            | 0        |        |
| 烟花         | 7月16日－7月30日   | 強烈颱風     | 每小時155公里 | 950百帕斯卡  | 日本（琉球群島）、臺灣、中國大陸（福建、浙江、上海）、菲律賓                                 | $10億         | 6        |        |
| 查帕卡       | 7月17日－7月26日   | 颱風         | 每小時130公里 | 980百帕斯卡  | 中國大陸（廣東、海南、廣西）、香港、澳門                                                     | $425萬        | 3        |        |
| 無名         | 7月19日－7月21日   | 熱帶低氣壓   | 每小時45公里  | 1012百帕斯卡 | 無                                                                                           | 無            | 0        |        |
| 尼伯特       | 7月23日－7月28日   | 副熱帶風暴   | 每小時75公里  | 990百帕斯卡  | 日本                                                                                         | 無            | 0        |        |
| 無名         | 7月28日－7月30日   | 熱帶低氣壓   | 每小時45公里  | 1000百帕斯卡 | 無                                                                                           | 無            | 0        |        |
| 無名         | 7月30日－8月1日    | 熱帶低氣壓   | 每小時45公里  | 998百帕斯卡  | 無                                                                                           | 無            | 0        |        |
| 無名         | 8月1日－8月3日     | 熱帶低氣壓   | 每小時55公里  | 998百帕斯卡  | 無                                                                                           | 無            | 0        |        |
| 無名         | 8月2日－8月3日     | 熱帶低氣壓   | 每小時45公里  | 996百帕斯卡  | 日本（琉球群島）、臺灣                                                                       | 無            | 0        |        |
| 12W          | 8月2日－8月6日     | 熱帶低氣壓   | 每小時55公里  | 1000百帕斯卡 | 無                                                                                           | 無            | 0        |        |
| 盧碧         | 8月2日－8月9日     | 熱帶風暴     | 每小時85公里  | 985百帕斯卡  | 越南、中國大陸（海南、廣東、福建）、香港、澳門、臺灣（含金門、馬祖）、日本（含琉球群島）     | $2.27億       | 6        |        |
| 銀河         | 8月2日－8月10日    | 強烈熱帶風暴 | 每小時95公里  | 980百帕斯卡  | 日本（含琉球群島）                                                                           | 無            | 0        |        |
| 妮妲         | 8月3日－8月8日     | 強烈熱帶風暴 | 每小時100公里 | 992百帕斯卡  | 無                                                                                           | 無            | 0        |        |
| 奧麥斯       | 8月10日－8月24日   | 強烈熱帶風暴 | 每小時95公里  | 994百帕斯卡  | 馬紹爾群島、密克羅尼西亞、馬里亞納群島、日本（琉球群島）、韓國                               | $7萬          | 12       |        |
| 17W          | 9月1日－9月4日     | 熱帶低氣壓   | 每小時55公里  | 1008百帕斯卡 | 無                                                                                           | 無            | 0        |        |
| 康森         | 9月6日－9月14日    | 強烈熱帶風暴 | 每小時100公里 | 985百帕斯卡  | 菲律賓、中國大陸（海南）、澳門、越南                                                         | $3610萬       | 22       |        |
| 燦都         | 9月6日－9月18日    | 猛烈颱風     | 每小時215公里 | 905百帕斯卡  | 菲律賓、臺灣、日本（含八重山群島）、中國大陸（浙江、上海、江蘇、安徽）、韓國                 | $74.8萬       | 0        |        |
| 無名         | 9月7日－9月8日     | 熱帶低氣壓   | 每小時45公里  | 1004百帕斯卡 | 中國大陸（海南）、越南                                                                       | 無            | 0        |        |
| 蒲公英       | 9月22日－10月2日   | 猛烈颱風     | 每小時195公里 | 920百帕斯卡  | 馬里亞納群島、日本、俄羅斯（遠東聯邦管區）                                                   | 無            | 0        |        |
| 電母         | 9月23日－9月25日   | 熱帶風暴     | 每小時65公里  | 1000百帕斯卡 | 中國大陸（海南）、越南 、寮國、柬埔寨                                                        | 無            | 8        |        |
| 無名         | 9月27日－10月3日   | 熱帶低氣壓   | 每小時45公里  | 1004百帕斯卡 | 無                                                                                           | 無            | 0        |        |
| 獅子山       | 10月5日－10月11日  | 熱帶風暴     | 每小時75公里  | 992百帕斯卡  | 菲律賓、中國大陸（海南、廣東、廣西) 、澳門、香港、越南                                       | $24.1萬       | 61       |        |
| 圓規         | 10月7日－10月14日  | 強烈熱帶風暴 | 每小時100公里 | 975百帕斯卡  | 菲律賓、臺灣、香港、澳門、中國大陸（海南、廣東、廣西）、越南、寮國                           | $1.27億       | 44       |        |
| 無名         | 10月7日－10月8日   | 熱帶低氣壓   | 每小時45公里  | 1002百帕斯卡 | 無                                                                                           | 無            | 0        |        |
| 南川         | 10月9日－10月17日  | 強烈熱帶風暴 | 每小時95公里  | 996百帕斯卡  | 無                                                                                           | 無            | 0        |        |
| 瑪瑙         | 10月23日－10月29日 | 颱風         | 每小時140公里 | 965百帕斯卡  | 日本（小笠原群島）                                                                           | 無            | 0        |        |
| 26W          | 10月24日－10月28日 | 熱帶低氣壓   | 每小時45公里  | 1006百帕斯卡 | 菲律賓、越南                                                                                 | 無            | 0        |        |
| 妮亞圖       | 11月29日－12月4日  | 強烈颱風     | 每小時185公里 | 925百帕斯卡  | 日本（小笠原群島）                                                                           | 無            | 0        |        |
| 雷伊         | 12月12日－12月22日 | 猛烈颱風     | 每小時195公里 | 915百帕斯卡  | 加羅林群島、帛琉、菲律賓、南沙群島、越南、西沙群島、中國大陸（海南、廣東）、香港、澳門、臺灣 | $7.2億        | 408      |        |
| 29W          | 12月14日－12月17日 | 熱帶低氣壓   | 每小時45公里  | 1006百帕斯卡 | 馬來西亞                                                                                     | $7000萬       | 27       |        |
| 季節總結     |                    |              |               |              |                                                                                              |               |          |        |
| 41個熱帶氣旋 | 1月20日－12月22日  |              | 每小時220公里 | 895百帕斯卡  |                                                                                              | $27.7億       | 554      |        |

## 外部連結
- （日語）日本氣象廳首頁（页面存档备份，存于）
- （英文）美國聯合颱風警報中心首頁 （页面存档备份，存于）
- 大韓民國氣象廳首頁（页面存档备份，存于）
- （繁體中文）台灣交通部中央氣象局首頁（页面存档备份，存于）
- （简体中文）中國國家氣象中心首頁
- （简体中文）中國國家氣象中心-颱風實時路徑顯示（页面存档备份，存于）
- （繁體中文）香港天文台首頁（页面存档备份，存于）
- （繁體中文）澳門地球物理暨氣象局首頁（页面存档备份，存于）
- （英文）菲律賓大氣地球物理和天文服務管理局首頁（页面存档备份，存于）
- （越南文）越南中央水文氣象預報中心首頁（页面存档备份，存于）
- （泰文）泰國地球物理暨氣象部門首頁（页面存档备份，存于）
- 熱帶氣旋衛星影像（页面存档备份，存于）
- （日語）數位颱風—熱帶氣旋資料及圖片（页面存档备份，存于）
（英文）數位颱風—熱帶氣旋資料及圖片（页面存档备份，存于）
- ACE（页面存档备份，存于）
- （英文）颱風2000:數值預報預測路徑集合（页面存档备份，存于）